# Oskar Grüner (Mediziner)
Ernst Oskar Grüner (* 24. März 1919; † 3. Juli 2001 in Kiel) war ein deutscher Rechtsmediziner, Autor und Hochschullehrer.

## Ausbildung und Beruf
Oskar Grüner studierte von 1937 bis 1943 Medizin an der Universität Leipzig mit einer Unterbrechung durch die Einberufung zur Wehrmacht, vier Semester lang zusätzlich Chemie. Seine Dissertation zur Erlangung des Dr. med. aus dem Jahr 1943 hatte Anämie, ausgelöst durch Trinitrotoluol zum Thema. Anschließend wurde er als Truppenarzt eingesetzt und war von 1945 bis Frühjahr 1949 in sowjetischer Kriegsgefangenschaft.
Sein Berufsleben nach dem Zweiten Weltkrieg begann Grüner als wissenschaftlicher Assistent von Ferdinand Wiethold am Institut für Gerichtliche und Soziale Medizin der Johann Wolfgang Goethe-Universität Frankfurt am Main; in seiner 1956 dort eingereichten Habilitationsschrift behandelte er Probleme aus dem Themenkreis der Blutalkoholkonzentration. 1964 wechselte er an die Justus-Liebig-Universität Gießen auf den neu errichteten Lehrstuhl für gerichtliche Medizin und Versicherungsmedizin als Gründungsdirektor des Instituts für Gerichtliche Medizin. Die ersten Räumlichkeiten des Instituts wurden in einer alten Lackfabrik eingerichtet.
1971 erhielt Grüner einen Ruf an die Christian-Albrechts-Universität zu Kiel – er war Nachfolger von Wilhelm Hallermann. Am Kieler Institut für Gerichtliche und Soziale Medizin gab es noch einen zweiten Lehrstuhl, so dass es bisweilen zu Konflikten innerhalb des Instituts kam. Nach seiner Emeritierung im März 1987 wurde Günter Schewe sein Nachfolger.

## Forschungsinteressen
Das Zentrum der wissenschaftlichen Interessen Grüners bildete die Alkohologie. Er arbeitete auf methodischem Gebiet – wo er ein Verfahren Erik Widmarks so weiterentwickelte, dass die Photometrie an die Stelle der in Deutschland üblichen Titration zur Alkoholbestimmung trat – und auch experimentell auf dem Gebiet des Alkoholstoffwechsels, so dass er Formeln zur Alkoholberechnung und -rückrechnung angeben konnte.
Ein weiteres Arbeitsgebiet Grüners war die Identifizierung etwa mittels der Methode der Schädelidentifizierung.

## Veröffentlichungen (Auswahl)
- Untersuchungen über die Beeinflußbarkeit der Alkoholresorption durch psychische Faktoren. In: Deutsche Zeitschrift der gesamten gerichtlichen Medizin. Band 45, 1956, S. 401 ff.
- Der gerichtsmedizinische Alkoholnachweis. Heymann, Köln 1967; lange Zeit Standardwerk der Alkohologie.[3]
- Die Atemalkoholprobe: Grundlagen und Beweiswert. Heymann, Köln 1985, ISBN 978-3-452-20250-5; erschienen in einer Zeit, als die Atemalkoholbestimmung Gegenstand von Diskussionen war.

## Auszeichnungen und Ehrungen
- Widmark-Award des International Committee on Alcohol, Drugs and Traffic Safety, 1983
- Ehrenmitglied der Deutschen Gesellschaft für Rechtsmedizin, 1994
- Konrad-Händel-Preis, 1997